# Haworthia mucronata var. inconfluens
Haworthia mucronata var. inconfluens, és una varietat de Haworthia mucronata del gènere Haworthia de la subfamília de les asfodelòidies.															

## Descripció
Haworthia mucronata var. inconfluens és una varietat més gran de Haworthia mucronata. Té un color verd més pàl·lid i les fulles són més erectes. Les fulles tenen marges i puntes translúcids més prominents, en la majoria dels casos sense espines. Les plantes tenen un diàmetre de 4 a 8 cm i solen quedar solitàries.

## Distribució
Aquesta varietat creix a la província sud-africana del Cap Occidental, concretament en una àrea força àmplia, des de Montagu a l'oest fins a Calitzdorp a l'est i fins a Ladismith, on és una planta molt comuna. Les plantes de la zona de Barrydale són diferents, s'assemblen a arachnoidea var. nigricans, però es pot distingir pels seus marges translúcids de la fulla i el seu color més groguenc. A la zona de Montagu creixen formes interessants de plantes com ara mucronata/arachnoidea. A l'est des de Calitzdorp canvia lentament a més verdós var. morrisiae.

## Taxonomia
Haworthia mucronata var. inconfluens va ser descrita per (Poelln.) M.B.Bayer i publicat a Haworthia Revisited: 120, a l'any 1999.
Etimologia
Haworthia: nom en honor del botànic britànic Adrian Hardy Haworth (1767-1833).
mucronata: epítet llatí que significa "punxegut" i fa referència a la forma de la fulla.
var. inconfluens: epítet llatí que significa "que s'uneixen".
Sinonímia
- Haworthia altilinea f. inconfluens Poelln., Repert. Spec. Nov. Regni Veg. 45: 169 (1938). (Basiònim/Sinònim substituït)
- Haworthia mucronata f. inconfluens (Poelln.) Poelln., Repert. Spec. Nov. Regni Veg. 49: 29 (1940).
- Haworthia inconfluens (Poelln.) M.B.Bayer, Haworthia Handb.: 123 (1976).
- Haworthia habdomadis var. inconfluens (Poelln.) M.B.Bayer, Natl. Cact. Succ. J. 32: 18 (1977).[5]